# 聖誕星 (歌曲)
《聖誕星》（英語：Christmas Star）是由周杰倫與楊瑞代共同演唱的華語流行歌曲，作詞作曲為周杰倫，編曲為黃雨勳，歌曲以單曲的形式在2023年12月22日於周杰倫YouTube頻道發布。